# Anthaxia alfieri
Anthaxia alfieri es una especie de escarabajo del género Anthaxia, familia Buprestidae. Fue descrita científicamente por Théry en 1929.